# Стрептококни фарингитис
Стрептококни фарингитис или стрептококна упала грла је обољење које изазива бактерија под именом „стрептокока групе А“. Стрептококна упала грла захвата грло и крајнике. Крајници су две жлезде у пределу грла, у задњем делу уста. Стрептококна упала грла такође може да захвати и гркљан (ларинкс). Уобичајени симптоми су повишена температура, бол у грлу (познато такође и као упаљено грло), и отечене жлезде (звани лимфни чворови) врата. Стрептококна упала грла изазива 37% упала грла код деце.
Стрептококна упала грла се шири блиским контактом са оболелом особом. Како бисмо били сигурни да особа има стрептококну упалу грла, потребно је урадити анализу под именом култура бриса грла. Чак и без ове анализе, очигледан случај стрептококне упале грла може се утврдити на основу симптома. Антибиотици помажу особи са сптрептококном упалом грла. Антибиотици су лекови који уништавају бактерије. Користе се најчешће да би се спречиле компликације као што је реуматска грозница, а не да би се скратило трајање болести.

## Знаци и симптоми
Уобичајени симптоми стрептококне упале грла су: упала грла, повишена температура више од 38 °C, гној (жута или зелена течност састављена од мртвих бактерија и белих крвних зрнаца) на крајницима, и отечени лимфни чворови.
Могу постојати и други симптоми, као што су:
- Бол у пределу главе (главобоља)[4]
- Повраћање и/или мучнина[4]
- Бол у стомаку[4]
- Бол у мишићима[5]
- Осип (мала црвена испупчења) на телу или у устима и грлу. Ово је неуобичајен, али специфичан симптом.[3]

Код особе са стрептококном упалом грла ће се појавити симптоми један до три дана после контакта са оболелом особом.
- Случај стрептококне упале грла. Приметити увећане крајнике са белим гнојним наслагама.
- Случај стрептококне упале грла. Приметити мале црвене тачке. Овај осип је неуобичајен, већ специфичан симптом.[3]
- Случај стрептококне упале грла код 8-годишњег детета. Приметити увећане крајнике, позади у грлу, прекривене белим гнојем.

## Узрок
Изазивач стрептококне упале грла је тип бактерије која се зове бета-хемолитичке стрептококе групе А (СГА). Друге бактерије и вируси могу такође изазвати упалу грла. Људи се заразе блиским контактом са оболелом особом. Инфекција се шири врло лако на местима препуним људима. Примери места са великим бројем људи су војни објекти или школе. Исушена бактерија бета-хемолитичког стрептокока се може наћи у склопу прашине, али неће изазвати болест. Ако се бактерије налазе у влажној средини, оне могу изазвати болест код људи у року од 15 дана. Бактерије се могу наћи у влажним стварима као што су четкице за зубе. Ове бактерије могу живети у храни, али је то јако неуобичајено. Људи који поједу такву храну могу се разболети. Дванаест посто деце без симптома упале грла редовно има бета-хемолитички стрептокок у грлу.

## Дијагноза
| Поени      | Вероватноћа стрептокока | Лечење                                                                                       |
| ---------- | ----------------------- | -------------------------------------------------------------------------------------------- |
| 1 или мање | <10%                    | Антибиотици и култура бриса нису потребни                                                    |
| 2          | 11–17%                  | Антибиотици базирани на резултату културе бриса или брзог теста за детекцију антигена (БТДА) |
| 3          | 28–35%                  | Антибиотици базирани на резултату културе бриса или брзог теста за детекцију антигена (БТДА) |
| 4 или 5    | 52%                     | Антибиотици без анализе културе бриса                                                        |

Табела, која се зове модификована Центорова скала, помаже докторима да одлуче како да лече оболеле са упалом грла. Центорова скала има пет клиничких мерења или опсервација. Показује колика је вероватноћа да неко има стрептококну упалу грла.
Један поен се даје за сваку од ових ставки:
- Нема кашља
- Отечени лимфни чворови или болни лимфни чворови на додир
- Температура виша од 38 °C
- Гној или увећање тонзила
- Испод 15 година старости (одузима се поен уколико особа има више од 44 године)

### Лабораторијске анализе
Анализа која се зове култура бриса грла је главни начин да се сазна да ли особа има стрептококну упалу грла. Ова анализа има тачност од 90 до 95 процената. Постоји још једна анализа која се зове брзи стрептококни тест или БТДА. Брзи стрептококни тест је бржи неко култура бриса грла, али има тачност од 70 процената. Обе анализе показују кад особа нема стрептококну упалу грла. Показују са тачношћу од 98 процената.
Ако је особа оболела, култура бриса грла или брзи стрептококни тест ће показати да особа има стрептококну упалу грла. Особама које немају никакве симптоме болести не би требало радити културу бриса грла нити брзи стрепококни тест, пошто неке особе нормално имају бактерију стрептокок у грлу која им не штети. Овим особама није потребно лечење.

### Узроци сличних симптома
Стрептококна упала грла има неке исте симптоме као и друге болести. Због овога, тешко је рећи да ли особа има стрептококну упалу грла без анализе културе бриса грла или брзог стрептококног теста. Ако особа има повишену температуру и бол у грлу са кашљем, цурењем носа, проливом, и црвеним очима, које сврбе, вероватније је да је упала грла изазвана вирусом. Код инфективне мононуклеозе могу бити отечени лимфни чворови врата са упалом грла, повишеном температуром, а могу бити и увећане крајнике. Ова дијагноза се може поставити на основу анализе крви. Међутим, не постоји специфично лечење инфективне мононуклеозе

## Превентива
Неки људи имају чешће стрептококне упале грла од других. Уклањање крајника је један од начина да се спречи разбољевање од стрептококне упале грла. Понављање стрептококне упале грла три и више пута годишње је добар разлог за уклањање тонзила. Чекање је такође прикладно.

## Лечење
Стрептококна упала грла обично траје неколико дана и без лечења. Лечење антибиотицима ће обично убрзати лечење за 16 сати. Главни разлог лечења антибиотицима је да би се смањио ризик од разбољевања од тешких болести. На пример, болест срца позната као реуматска грозница или колекција гноја у грлу позната као ретрофарингеални апсцес. Антибиотици су корисни ако се дају у року од 9 дана од почетка симптома.

### Лекови против болова
Лекови за смањење бола могу купирати болове код стрептококне упале грла. Обично су укључени НАИЛ или парацетамол који је такође познат као ацетаминофен. Стероиди су такође корисни, као и вискозни лидокаин. Аспирин се користи код одраслих. Није добро давати аспирин деци, због веће вероватноће добијања Рејевог синдрома.

### Антибиотици
Пеницилин В је најчешће употребљавани антибиотик код стрептококне упале грла у Сједињеним Државама. Популаран је, јер је сигуран, ефикасан и не кошта много новца. Амоксицилин се обично користи у Европи. У Индији је већа вероватноћа да људи добију реуматску грозницу. Због овога је уобичајено лечење инјекционим леком под називом бензатин пеницилин Г. Антибиотици смањују просечну дужину трајања симптома. Просек трајања је три до пет дана. Антибиотици смањују трајање за око један дан. Ови лекови такође умањују ширење болести. Лекови се користе највише због тога да би се редуковале ретке компликације. Оне укључују реуматску грозницу, оспу, или инфекције. Ефикасност антибиотика би требало избалансирати са могућим нежељеним дејствима. Антибиотско лечење не треба примењивати код здравих одраслих особа које имају алергијску реакцију на лекове. Антибиотици код стрептококне упале грла се користе много чешће него што би се очекивало због озбиљности болести и брзине преноса. Лек еритромицин (и друге лекове, који се зову макролиди) би требало да користе људи који имају изражену алергију на пеницилин. Цефалоспорине могу користити особе са блажим алергијама. Стрептококне инфекције могу такође довести до поремећаја рада бубрега (акутног гломерулонефритиса). Антибиотици не смањују шансу настајања овог стања.

## Прогноза
Симптоми стрептококне упале грла се обично побољшају, са или без лечења, у року од три до пет дана. Лечење антибиотицима редукује ризик од погоршања болести. Они такође отежавају ширење болести. Деца могу да се врате у школу 24 сата од првог узимања анибиотика.
Стрептококна упала грла може изазвати следећа тешка стања:
- Реуматску грозницу[4] или шарлахну грозницу[20]
- Смртоносну болест која се зове синдром токсичког шока[20][21]
- Гломерулонефритис[22]
- Болест, која се зове синдром ПAНППС.[22] То је проблем имунског система који изазива изненадне, понекад озбиљне проблеме понашања.

## Учесталост
Стрептококна упала грла је сврстана у ширу категорију упала грла или фарингитиса. Око 11 милиона људи годишње у Сједињеним Државама има стрептококну упалу грла. Већина случајева упале грла је изазвана вирусима. Бактерија бета-хемолитички стрептокок групе А изазива 15 до 30 процената упала грла код деце. Она изазива и 5 до 20 процената упала грла код одраслих. Случајеви се обично дешавају у касну зиму или рано пролеће.